# Trouble gastro-intestinal fonctionnel
Les troubles gastro-intestinaux fonctionnels, également connus sous le nom de troubles de l'interaction intestin-cerveau, comprennent un certain nombre de troubles idiopathiques distincts qui affectent différentes parties du tractus gastro-intestinal et impliquent une hypersensibilité viscérale et des troubles de la motilité. 

## Classification
Des termes tels que maladie colique fonctionnelle (ou trouble intestinal fonctionnel ) désignent en médecine un groupe de troubles gastro-intestinaux caractérisés par des affections abdominales chroniques sans cause structurelle ou biochimique pouvant expliquer les symptômes. D'autres troubles fonctionnels sont liés à d'autres aspects du processus de digestion. 
Le processus d'examen par consensus des réunions et des publications organisées par la Fondation de Rome, appelé processus de Rome, a permis de définir les troubles gastro-intestinaux fonctionnels. Ensuite, Rome I, Rome II, Rome III et Rome IV ont proposé un système et une terminologie de classification consensuels, comme recommandé par le Comité de coordination de Rome. Celles-ci incluent désormais des classifications appropriées pour les adultes, les enfants et les nouveau-nés / jeunes enfants. 
La classification actuelle de Rome IV, publiée en 2016, est la suivante: 
A. Troubles de l'œsophage
- A1.  Douleur thoracique fonctionnelle
- A2.  Brûlures d'estomac fonctionnelles
- A3.  Hypersensibilité au reflux
- A4.  Globus
- A5.  Dysphagie fonctionnelle

B. Troubles gastroduodénaux
- B1.  Dyspepsie fonctionnelle
  - B1a.  Syndrome de détresse postprandiale (PDS)
  - B1b.  Syndrome de douleur épigastrique (EPS)
- B2.  Troubles de l'éructation
  - B2a.  Éructations supragastriques excessives
  - B2b.  Éructations gastriques excessives
- B3.  Troubles de la nausée et des vomissements
  - B3a.  Syndrome de vomissement chronique de la nausée
  - B3b.  Syndrome de vomissement cyclique (CVS)
  - B3c.  Syndrome d'hyperemesis cannabinoïde (CHS)
- B4.  Syndrome de rumination

C. Troubles de l'intestin
- C1.  Syndrome de l'intestin irritable (SII) 
  - SII avec constipation prédominante (SII-C)
  - SII avec diarrhée prédominante (SII-D)
  - SII avec des habitudes mixtes de l'intestin (SII-M)
  - SII non classifié (SII-U)
- C2.  Constipation fonctionnelle
- C3.  Diarrhée fonctionnelle
- C4.  Ballonnements (Météorisme) / distension abdominaux fonctionnels
- C5.  Trouble intestinal fonctionnel, sans précision
- C6.  Constipation induite par les opioïdes

D. Troubles de la douleur gastro-intestinale à médiation centrale
- D1.  Syndrome de douleur abdominale à médiation centrale (CAPS)
- D2.  Syndrome de l'intestin narcotique (NBS) / Hyperalgésie gastro-intestinale induite par les opioïdes

E. Troubles de la vésicule biliaire et du sphincter d'Oddi
- E1.  Douleur biliaire 
  - E1a.  Trouble fonctionnel de la vésicule biliaire
  - E1b.  Trouble fonctionnel biliaire du sphincter de l’ampoule hépatopancréatique
- E2.  Trouble fonctionnel pancréatique du sphincter de l’ampoule hépatopancréatique

F. Troubles anorectaux
- F1.  Incontinence fécale
- F2.  Douleur anorectale fonctionnelle 
  - F2a.  Syndrome du muscle élévateur de l'anus
  - F2b.  Douleur anorectale fonctionnelle, sans précision
  - F2c.  Proctalgie fugace
- F3.  Troubles de la défécation fonctionnelle 
  - F3a.  Propulsion défécatoire inadéquate
  - F3b.  Défécation dyssynergique

G. Troubles gastro-intestinaux fonctionnels chez l'enfant : nouveau-né / enfant en bas âge
- G1.  Régurgitation infantile
- G2.  Syndrome de rumination
- G3.  Syndrome de vomissement cyclique (CVS)
- G4.  Colique infantile
- G5.  Diarrhée fonctionnelle
- G6.  Dyschezia (constipation) infantile
- G7.  Constipation fonctionnelle

H. Troubles gastro-intestinaux fonctionnels chez l'enfant : enfant / adolescent
- H1.  Troubles fonctionnels de la nausée et des vomissements  
  - H1a.  Syndrome de vomissement cyclique (CVS)
  - H1b.  Nausée fonctionnelle et vomissements fonctionnels 
    - H1b1.  Nausée fonctionnelle
    - H1b2.  Vomissements fonctionnels

  - H1c.  Syndrome de rumination
  - H1d.  Aérophagie
- H2.  Troubles fonctionnels de la douleur abdominale
  - H2a.  Dyspepsie fonctionnelle 
    - H2a1.  Syndrome de détresse postprandiale
    - H2a2.  Syndrome de douleur épigastrique

  - H2b.  Syndrome de l'intestin irritable (SII)
  - H2c.  Migraine abdominale
  - H2d.  Douleur abdominale fonctionnelle - NSA
- H3.  Troubles de la défécation fonctionnelle 
  - H3a.  Constipation fonctionnelle
  - H3b.  Incontinence fécale non rétensive

## Épidémiologie
Les troubles gastro-intestinaux fonctionnels sont très fréquents. Au niveau mondial, le syndrome de l'intestin irritable et la dyspepsie fonctionnelle à elle seule peuvent toucher 16 à 26% de la population,. 

## Recherche
Il existe de nombreuses recherches sur les causes, le diagnostic et les traitements de ces troubles fonctionnels. Le régime alimentaire, le microbiote, la génétique, la fonction neuromusculaire et la réponse immunologique interagissent. L'activation des mastocytes a été proposée comme l'un des facteurs déclenchants,.

## Voir également
- Allergie
- Intolérance alimentaire
- Intolérance à l'histamine